# Santo Antônio de Padua (tiểu vùng)
Santo Antônio de Padua là một tiểu vùng thuộc bang Rio de Janeiro, Brasil. Tiều vùng này có diện tích 2245 km², dân số năm 2007 là 117773 người.